# Fredede bygninger i Faxe Kommune
Denne liste over fredede bygninger i Faxe Kommune viser alle fredede bygninger i Faxe Kommune, bortset fra kirker. Listen bygger på data fra Kulturarvsstyrelsen.
| Sagsnavn                    | Komplekstype   | Opførelsesår | Adresse                              | Koordinater                                   | Fredningsår (1. fredning) | ID (Link til Kulturarv.dk) | Billede     |
| --------------------------- | -------------- | ------------ | ------------------------------------ | --------------------------------------------- | ------------------------- | -------------------------- | ----------- |
| Blåbæk Vandmølle            | Vandmølleanlæg | 1777         | Blåbækvej 5, 4640 Faxe               | 55°14′16″N 12°07′00″Ø / 55.23781°N 12.11675°Ø |                           | 320-5657-1                 | Upload foto |
| Blåbæk Vandmølle            | Vandmølleanlæg | 1777         | Blåbækvej 5, 4640 Faxe               | 55°14′16″N 12°07′00″Ø / 55.23781°N 12.11675°Ø |                           | 320-5657-2                 | Upload foto |
| Blåbæk Vandmølle            | Vandmølleanlæg | 1777         | Blåbækvej 5, 4640 Faxe               | 55°14′16″N 12°07′00″Ø / 55.23781°N 12.11675°Ø |                           | 320-5657-3                 | Upload foto |
| Blåbæk Vandmølle            | Vandmølleanlæg | 1777         | Blåbækvej 5, 4640 Faxe               | 55°14′16″N 12°07′00″Ø / 55.23781°N 12.11675°Ø |                           | 320-5657-4                 | Upload foto |
| Blåbæk Vandmølle            | Vandmølleanlæg | 1777         | Blåbækvej 5, 4640 Faxe               | 55°14′16″N 12°07′00″Ø / 55.23781°N 12.11675°Ø |                           | 320-5657-5                 | Upload foto |
| Blåbæk Vindmølle            | Vindmølleanlæg | 1830         | Blåbækvej 3, 4640 Faxe               | 55°14′22″N 12°07′05″Ø / 55.23954°N 12.11813°Ø |                           | 320-5656-1                 | Upload foto |
| Bregentved                  |                | 1897         | Moltkesvej 78, 4690 Haslev           | 55°18′26″N 12°00′23″Ø / 55.30714°N 12.00650°Ø |                           | 320-1715-1                 | Upload foto |
| Bregentved                  |                | 1735         | Moltkesvej 78, 4690 Haslev           | 55°18′26″N 12°00′23″Ø / 55.30714°N 12.00650°Ø |                           | 320-1715-2                 | Upload foto |
| Fakse Ladeplads             |                | 1860         | Strandvejen 98A, 4654 Faxe Ladeplads | 55°12′19″N 12°08′45″Ø / 55.20517°N 12.14581°Ø |                           | 320-8954-1                 | Upload foto |
| Fakse Ladeplads             |                |              | Strandvejen 98A, 4654 Faxe Ladeplads | 55°12′19″N 12°08′45″Ø / 55.20517°N 12.14581°Ø |                           | 320-8954-2                 | Upload foto |
| Fredning Gisselfeld         |                | 1876         | Gisselfeldvej 3, 4690 Haslev         | 55°17′30″N 11°58′14″Ø / 55.29174°N 11.97043°Ø |                           | 320-796-2                  | Upload foto |
| Fredning Gisselfeld         |                | 1575         | Gisselfeldvej 5, 4690 Haslev         | 55°17′21″N 11°58′14″Ø / 55.28906°N 11.97042°Ø |                           | 320-795-1                  | Upload foto |
| Fredning Gisselfeld         |                | 1575         | Gisselfeldvej 5, 4690 Haslev         | 55°17′21″N 11°58′14″Ø / 55.28906°N 11.97042°Ø |                           | 320-795-2                  | Upload foto |
| Jomfruens Egede             |                | 1500         | Kirkevej 7, 4640 Faxe                | 55°16′51″N 12°05′24″Ø / 55.28088°N 12.09000°Ø |                           | 320-12217-1                | Upload foto |
| Jomfruens Egede             |                | 1620         | Kirkevej 7, 4640 Faxe                | 55°16′51″N 12°05′24″Ø / 55.28088°N 12.09000°Ø |                           | 320-12217-2                | Upload foto |
| Kirkeladen ved Karise Kirke |                | 1500         | Kildevej 1A, 4653 Karise             | 55°18′21″N 12°12′33″Ø / 55.30578°N 12.20925°Ø |                           | 320-7034-2                 | Upload foto |
| Lystrup                     |                | 1579         | Lystrupvej 9, 4640 Faxe              | 55°15′43″N 12°03′50″Ø / 55.26188°N 12.06382°Ø |                           | 320-12569-1                | Upload foto |
| Prins Carls Skole           |                | 1727         | Nordhøjvej 6, 4640 Faxe              | 55°16′23″N 12°15′41″Ø / 55.27314°N 12.26131°Ø |                           | 320-7571-1                 | Upload foto |
| Rasmus Svendsens Skole      |                | 1641         | Nørregade 9, 4640 Faxe               | 55°15′39″N 12°07′04″Ø / 55.26082°N 12.11780°Ø |                           | 320-10143-1                | Upload foto |
| Rosendal                    |                | 1660         | Rosendalvej 3, 4640 Faxe             | 55°13′30″N 12°06′44″Ø / 55.22493°N 12.11233°Ø |                           | 320-8173-1                 | Upload foto |
| Rosendal                    |                | 1846         | Rosendalvej 3, 4640 Faxe             | 55°13′30″N 12°06′44″Ø / 55.22493°N 12.11233°Ø |                           | 320-8173-5                 | Upload foto |
| Rosendal                    |                | 1825         | Rosendalvej 3, 4640 Faxe             | 55°13′30″N 12°06′44″Ø / 55.22493°N 12.11233°Ø |                           | 320-8173-6                 | Upload foto |
| Rosendal                    |                | 1846         | Rosendalvej 3, 4640 Faxe             | 55°13′30″N 12°06′44″Ø / 55.22493°N 12.11233°Ø |                           | 320-8173-7                 | Upload foto |
| Turebyholm                  |                | 1852         | Turebyholmvej 14, 4682 Tureby        | 55°21′47″N 12°05′02″Ø / 55.36302°N 12.08393°Ø |                           | 320-13248-2                | Upload foto |
| Turebyholm                  |                | 1750         | Turebyholmvej 18, 4682 Tureby        | 55°20′51″N 12°05′34″Ø / 55.34746°N 12.09288°Ø |                           | 320-13248-1                | Upload foto |